# HLD 55
De HLD 55 is een reeks van diesellocomotieven van de NMBS. De reeks 55 vormt, samen met de reeks 51, de tweede generatie van diesellocomotieven bij de NMBS.
Er werden 42 exemplaren gebouwd in de jaren 1961-1962. De oorspronkelijk als 205.001-205.042 genummerde serie werd in 1971 in 5501-5542 omgenummerd.

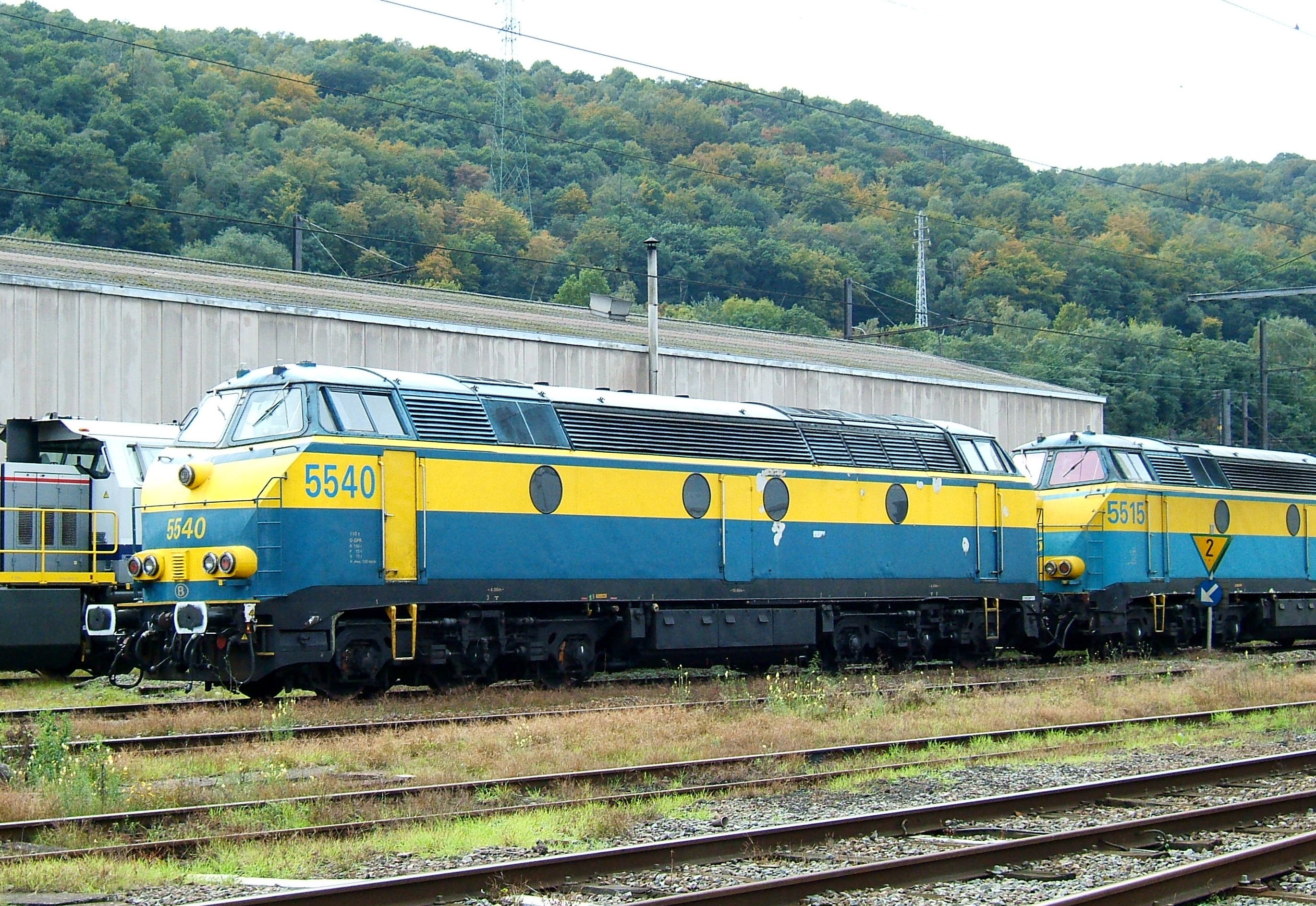
Twee blauwe 5500-en te Kinkempois.

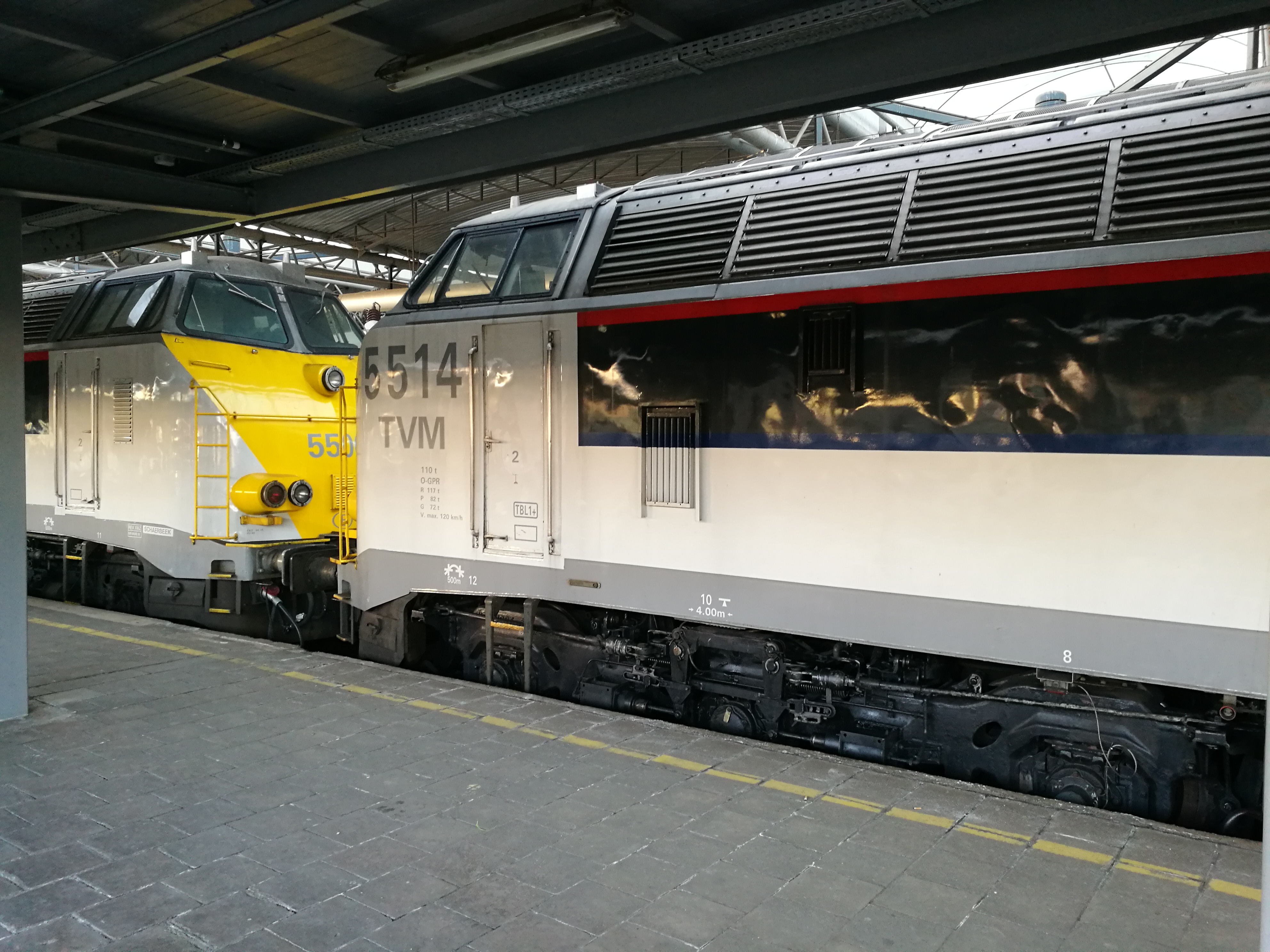
HLD 5514 in new look-kleurstelling te Brussel-Zuid (2018)

Ze werden vooral ingezet op spoorlijnen zonder bovenleiding en in de goederendienst. Qua uiterlijk zijn ze bijna identiek aan de reeks 62 en ook motorisch zijn er grote overeenkomsten, maar de HLD 55 is een stuk langer en heeft een krachtigere variant van de motor. Verder heeft ze zes assen in plaats van de vier bij de reeks 62.
Ze reden vooral op de spoorlijnen in Gemmenich, Montzen - Aken-West en het Waalse industriebekken en werden vooral gebruikt voor het trekken van zware goederentreinen. Ze reden ook met autotreinen van Genk naar Sloehaven en containertreinen op het traject Maasvlakte-Athus.
In 1990 werden enkele van deze locomotieven gebruikt voor het reizigersverkeer tussen Antwerpen en Neerpelt. Ze vervingen tijdelijk de HLD 62.
De locomotieven 5507, 5517, 5523, 5526 en 5533 werden omgebouwd om op de IJzeren Rijn te kunnen rijden. Ze werden uitgerust met bijkomende treinbeïnvloedingssystemen (ATB en PZB) om respectievelijk in Nederland en Duitsland te kunnen rijden. Dit was telkens aangeduid op de zijkant van de locomotief (ATB + PZB90) onder het locnummer. In 2007 werden deze installaties overgeplaatst in locomotieven van reeks 77. In 2013 werden deze locomotieven 'in park' geplaatst.
De locomotieven 5501, 5506, 5509, 5511, 5512, en 5514 zijn uitgerust met het TVM-systeem om zodoende op de hsl in België in geval van nood sleepopdrachten uit te voeren. Enkele locomotieven van de reeks hebben een generator om reizigerstreinen te kunnen slepen. De generator levert dan de stroom voor de verwarming, airco, verlichting en eventuele restaurantrijtuigen. Deze locomotieven zijn blauw met geel in plaats van groen met geel.
In 2009 werd de reeks 55 buiten dienst gesteld bij de NMBS. De resterende locomotieven van deze reeks vervangen de reeksen 52-53-54 bij spooraannemer TUC Rail, de huisaannemer van Infrabel.
Sinds 1 januari 2014 zijn locomotieven 5507, 5510, 5517, 5523, 5526, 5530 en 5533 buiten dienst gesteld wegens het ontbreken van de TBL1+-installatie. De in 2018 door enkele treinbestuurders van TUC RAIL in het oudgroen geschilderde 5528 is op 10 maart 2019 buiten dienst gesteld. Eind 2020 zijn er nog twee 55'ers bij TUC RAIL in dienst, de 5508 en de 5537. Begin 2022 is de 5508 de laatst overgebleven locomotief bij TUC RAIL, deze is in 2021 in de rood-witte huisstijl herschilderd. Eind 2022 ging de 5508 uit dienst. De zes locomotieven met een TVM-uitrusting worden niet meer gebruikt door NMBS, een deel van de locomotieven zal door Infrabel worden gebruikt. Type 55 TVM's zijn nog geregistreerd bij de NMBS.

## Luxemburg
De Luxemburgse CFL heeft twintig identieke locomotieven gekocht en gebruikt als CFL Class 1800.

## Gesloopt
De locomotieven 5502, 5504, 5510, 5516, 5517, 5520, 5522, 5524, 5525, 5526, 5527, 5530, 5533, 5534, 5541 en 5542 zijn gesloopt. De 5520 raakte zwaar beschadigd na een botsing met een staaltrein en werd niet meer hersteld.
In oktober 2024 zijn de locomotieven 5503, 5505, 5515, 5518, 5528, 5529, 5531, 5532, 5535 en 5539 naar de sloop gebracht.

## Trivia
- De reeks 55 was vrijwel identiek aan de CFL-reeks 1800, die 20 exemplaren gebouwd in 1963-1964 omvat.